# Hôtel de Nesmond (Paris)
Ne doit pas être confondu avec l'hôtel de Nesmond à Bordeaux.
Pour les articles homonymes, voir De Nesmond.
L'hôtel de Nesmond est un  hôtel particulier parisien. Il est situé au 55-57, quai de la Tournelle, dans le 5e arrondissement.

## Histoire

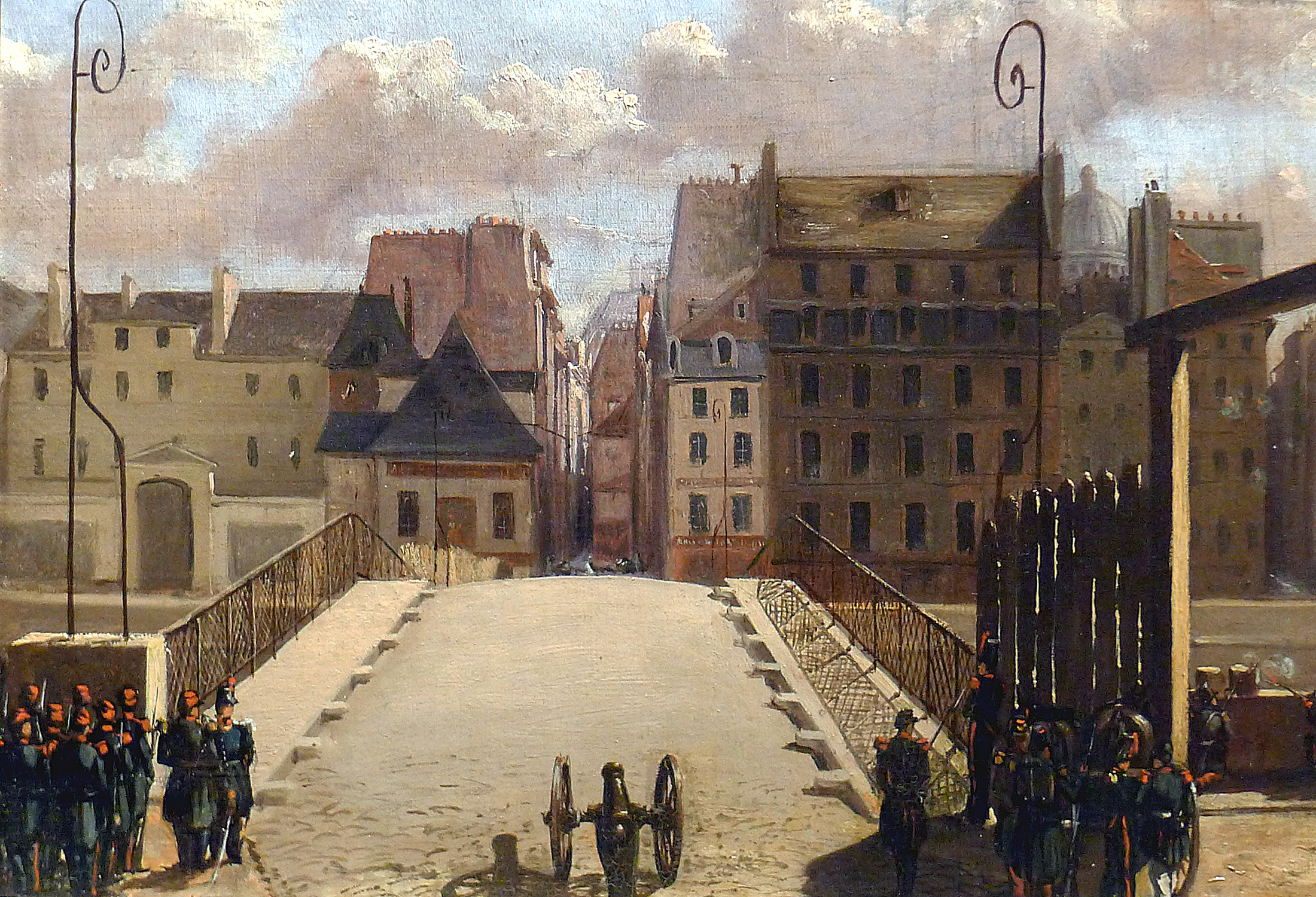
Hôtel de Nesmond vu de l'île de la Cité pendant la révolution française de 1848.

Ce périmètre est loti à partir de 1260.
L'hôtel de Nesmond fut initialement la résidence du panetier de Philippe le Bel au XIVe siècle, puis du duc de Bar. L'hôtel fut racheté en 1586 par Jacques Faye d'Espesse au duc de Montpensier, François de Bourbon. En 1643, François-Théodore de Nesmond, président du parlement de Paris, le réaménage complètement et lui donne son aspect actuel. Saint-Simon raconte dans ses Mémoires que la bru de Monsieur de Nesmond, fille de Madame de Miramion avait par vanité fait graver son nom sur le fronton de la porte cochère. Au XVIIIe siècle, l'hôtel devient la résidence de Michel Blondy, maître de danse, puis au XIXe siècle le siège d’une distillerie d'absinthe.
L'hôtel est partiellement inscrit (porte d'entrée, façades et toitures) au titre des monuments historiques par arrêté du 23 octobre 1962.

## Description
Le côté de l’hôtel qui donne sur la rue des Bernardins est composé de bâtiments des XVIe et XVIIe siècles avec une galerie de passage, étroite et à plafond bas.

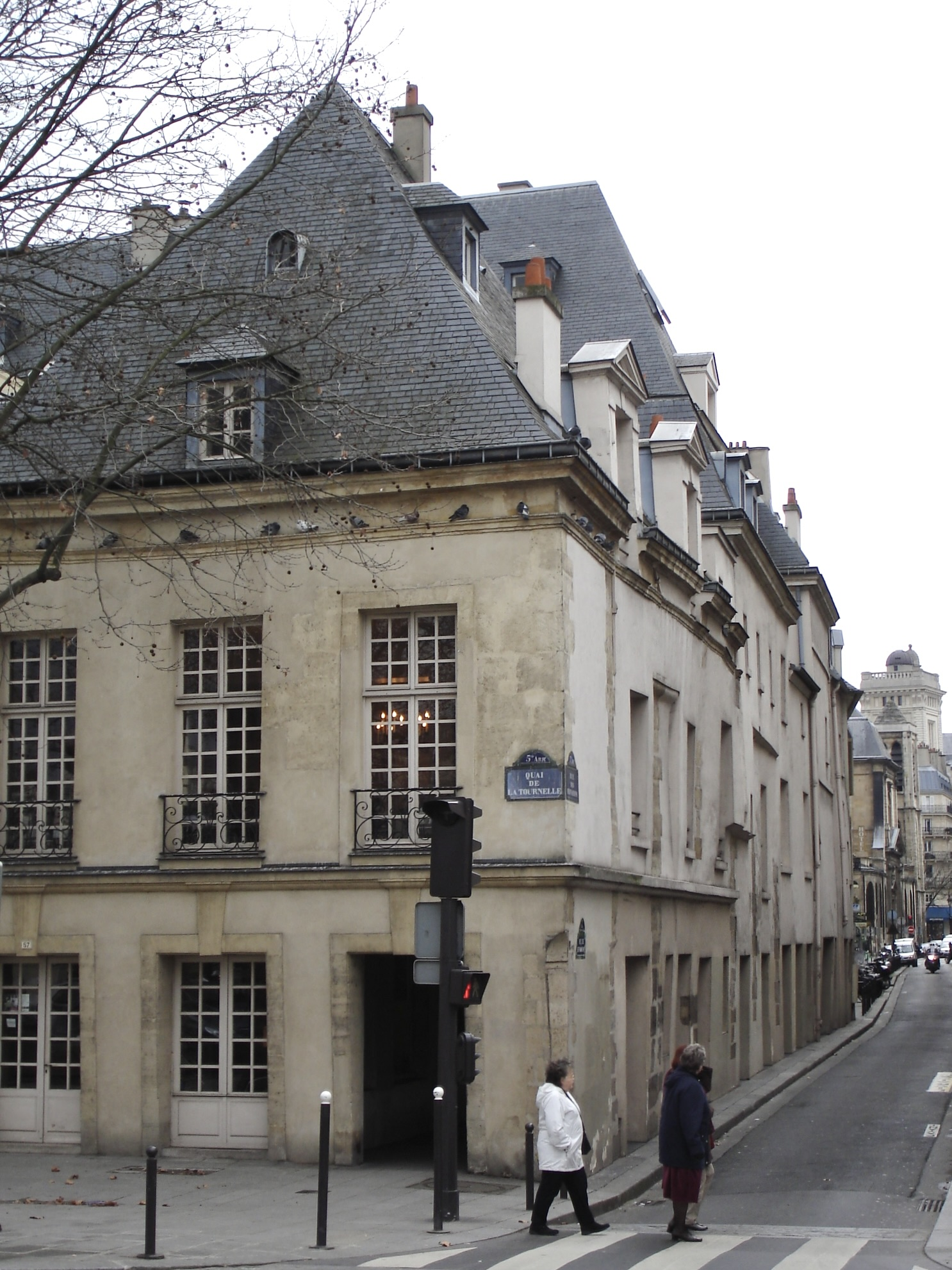
Hôtel de Nesmond avec la rue des Bernardins et la galerie couverte.
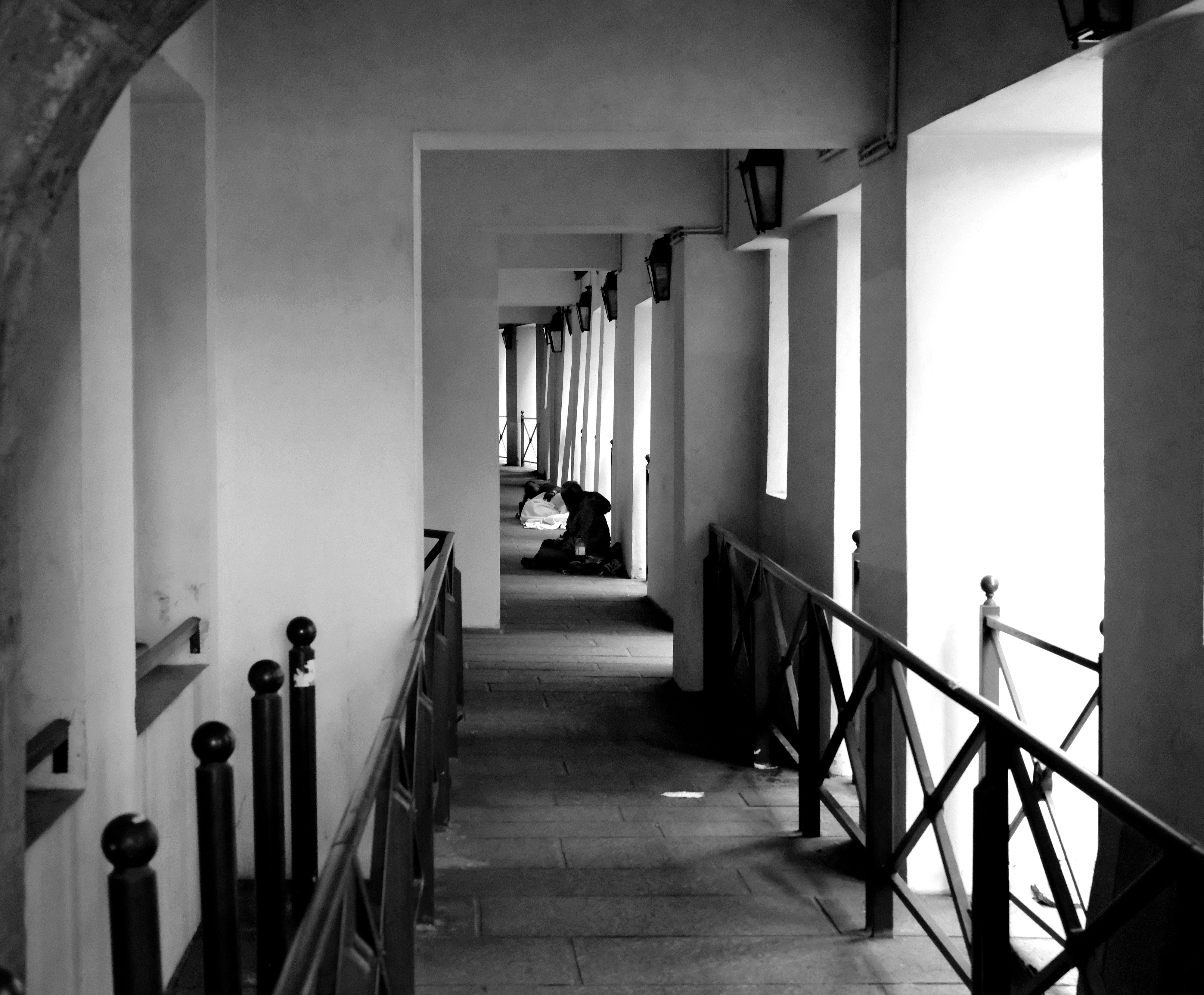
Galerie de passage couverte.